# Aemona amathusia
Dryad Vàng Aemona amathusia (Hewitson, 1867) là một loài bướm được tìm thấy ở châu Á thuộc phân họ, Họ Bướm giáp.
Ở Nam Á loài bướm này phân bố từ Sikkim, Bhutan, Assam, Manipur đến bắc Myanma. Nó cũng có mặt ở miền bắc và nam Việt Nam và miền tây Trung Quốc.
Một loài liên quan, Dryad Trắng Aemona lena Atkinson, được tìm thấy ở Đông Nam Á.

## Hình ảnh

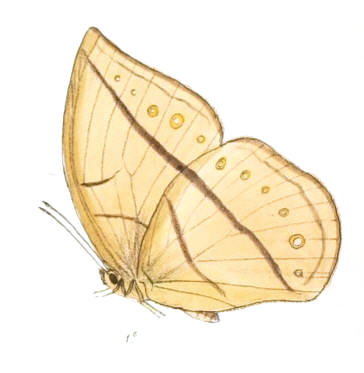
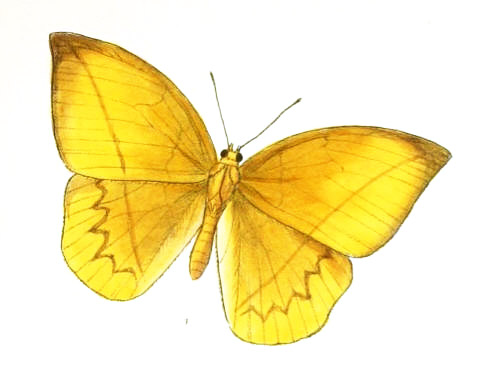
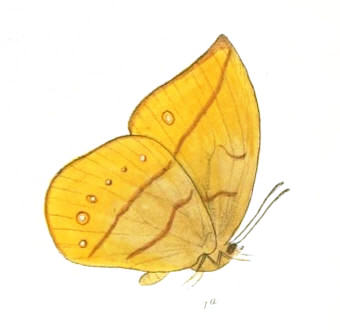
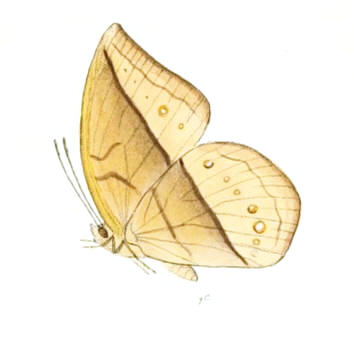